# Pseudepisphenus proditor
Pseudepisphenus proditor là một loài bọ cánh cứng trong họ Passalidae. Loài này được Boucher miêu tả khoa học năm 1990.